# 雷渝齊
雷渝齊（1939年11月8日—2005年2月9日），中華民國（台灣）政治學學者、政治人物，曾代表中國國民黨在台北市選區當選為第一屆第三次增額立法委員。2005年2月10日病逝天津中醫學院附屬醫院，享年66歲。